# أبو بكر الجزائري
أبو بكر جابر بن موسى بن عبد القادر بن جابر المعروف بـ أبو بكر الجزائري (1921- 2018 م) ولد في قرية ليوة القريبة من طولقة التي تقع اليوم في ولاية بسكرة جنوبي بلاد الجزائر عام 1921. وهو عالم دين سني جزائري والمدرس بالمسجد النبوي سابقًا. وفي بلدته نشأ وتلقى علومه الأولية، وبدأ بحفظ القرآن الكريم وبعض المتون في اللغة والفقه المالكي، ثم انتقل إلى مدينة بسكرة، ودرس على مشايخها جملة من العلوم النقلية والعقلية التي أهلته للتدريس في إحدى المدارس الأهلية. ثم ارتحل مع أسرته إلى المدينة المنورة، وفي المسجد النبوي الشريف استأنف طريقه العلمي بالجلوس إلى حلقات العلماء والمشايخ حيث حصل بعدها على إجازة من رئاسة القضاء بمكة المكرمة للتدريس في المسجد النبوي. فأصبحت له حلقة يدرس فيها تفسير القرآن الكريم، والحديث الشريف، وغير ذلك. عمل مدرساً في بعض مدارس وزارة المعارف، وفي دار الحديث في المدينة المنورة، وعندما فتحت الجامعة الإسلامية أبوابها عام 1380 هـ كان من أوائل أساتذتها والمدرسين فيها، وبقي فيها حتى أحيل إلى التقاعد عام 1406 هـ. له جهود دعوية في الكثير من البلاد التي زارها. توفي في المدينة المنورة يوم الأربعاء 4 ذو الحجة 1439 هـ الموافق 15 أغسطس 2018.

## نسبه ومولده
هو أبو بكر جابر بن موسى الجزائري، واسمه أبو بكر والكنية هي الاسم واسم أبيه موسى بن عبد القادر بن جابر وجابر جده الأكبر وكنية الشيخ أبو عبد الرحمن. والشيخ من بني هلال أحد القبائل العربية والتي خرجت من الجزيرة العربية واستقرت في إفريقيا واستوطنتها فهو عربي الأصل.
وُلِدَ أبو بكر الجزائري بقرية لِيوَه بكسر اللام مع المد وفتح الواو ثم بعدها هاء وهي قرية زراعية من قرى مدينة بسكرة بينها وبين بسكرة أربعون كيلومترًا على القرب منها. ومدينة بسكرة كانت تسمى عروس الجنوب الجزائري؛ لما فيها من الزروع والثمار والأنهار. وكان مولده عام 1342هـ.

## نشأته وتحصيله
كانت أسرته وآباؤه وأجداده يحفظون القرآن الكريم ويتوارثون ذلك فنشأ في ذلك الجو المتديِّن فأشرفت والدته على تعليمه وتحفيظه القرآن الكريم وغرست فيه الأخلاق الفاضلة كالصدق والأمانة فكانت خير مُعين له وأتم حفظ القرآن الكريم دون سن البلوغ وأمَّ بهم وسِنه ستة عشر عامًا وتعلم القراءة والكتابة في القرية.
وسمع أن ببسكرة شيخًا يعلم النحو والفقه وهو الشيخ عيسى معتوفي فاستحضره إلى قريته وأسكنه في داره وأضافه وخدمه في سبيل تعليمه فدرس عليه الآجرومية ومنظومة ابن عاشر في الفقه المالكي ومصطلح الحديث وغيره.
ثم بعد ذلك انتقل إلى بسكرة فتعلم على مشايخ بها مثل: الشيخ نعيم النعيمي، والطيب العقبي، وقد لازم الشيخ الطيب العقبي وتتلمذ عليه وكان الشيخ قد درس بالمسجد النبوي الشريف العقيدة السلفية على مشايخ الدعوة إبان دخول الحجاز تحت الحكومة السعودية فتأثر به، وقد لازمه في دروس التفسير عدة سنوات في العاصمة الجزائرية وهو من أفاضل مشايخه.

## شيوخه
درس على يد العديد من المشايخ في بلاده الجزائر وفي المدينة المنورة.

### مشايخه في الجزائر
- الشيخ نعيم النعيمي.
- الشيخ عيسى معتوقي.
- الشيخ الطيب العقبي.

### مشايخه في المدينة النبوية
- الشيخ عمر بري.
- الشيخ محمد الحافظ.
- الشيخ محمد الخيال.

## وظائفه وأعماله
انتقل الشيخ إلى العاصمة (الجزائر) وعمل في جمعية العلماء المؤلفة آنذاك والتي كانت النواة الجيدة في غرس العقيدة السلفية ومحاربة البدع الشائبة للإسلام فترعرع الشيخ في هذا المحيط وعمل على نشر الوعي السلفي فأنشأ مجلة (الداعي واللواء) الناطقة بلسان شباب الموحدين والتي هي جمعية إصلاحية.
وكان يحرر أبوابها كلها بنفسه وكلماتها كان يوزعها بنفسه ثم في عام 1372هـ قدم إلى مكة للحج والعمرة والزيارة وكان قصده بعد أداء فريضة الحج الرجوع إلى بلده إلا أن الإخوة الجزائريين المهاجرين المقيمين بالمدينة حببوا له البقاء للاستفادة منه ولا سيما عمه عيسى والذي كان محبًّا للمدينة النبوية وتمنى الموت بها وقد استجاب الله دعاءه فتوفي بعد الحج مباشرة فتأثر الشيخ بذلك في حبه المدينة النبوية فأحب المدينة وأحبته فصار علمها.
وواصل بعد ذلك الأخذ على مشايخ المدينة فلازم حلقة الشيخ عمر بري والشيخ محمد الحافظ وكذلك الشيخ محمد الخيال ورئيس قضاتها وخطيب مسجدها الشيخ عبد العزيز بن صالح. ثم بعد ذلك عام 1374هـ حصل على إجازة من رئاسة القضاة بمكة المكرمة للتدريس بالمسجد النبوي الشريف إلى حين وفاته.
وعمل مدرساً في بعض مدارس وزارة المعارف، وفي دار الحديث في المدينة المنورة، وعندما فتحت الجامعة الإسلامية في المدينة المنورة أبوابها عام 1380هـ كان من أوائل أساتذتها والمدرسين فيها، وبقي فيها حتى أحيل إلى التقاعد عام 1406هـ.

## تلاميذه
- محمد علي فركوس.[9]
- عمر حسن فلاتة.
- صالح المغامسي.
- حسام الدين عفانة.
- عدنان الخطيري.
- فهد زين سلطان.
- عبد الرحمن بن صالح بن محيي الدين.
- عبد الرحمن بن صدوق الجزائري.
- إدريس بن إبراهيم المغربي.
- حمزة بن حامد بن بشير القرعاني.
- عبد الله بن محمد الأمين.
- مختار بن محمد الأمين.
- عواد بن بلال بن معيض.
- عبد الله بن فايز الجهني.
- عبد الحليم نصار السلفي.
- إبراهيم سلمان الدبيسي.

## الحياة السياسية والعلمية
قبل مغادرة الجزائري وطنه الجزائر انخرط في المجال السياسي وشارك في حزب البيان، كما شارك في تأسيس حركة شباب الموحدين ذات التوجه الإسلامي الوحدوي، وعرف لاحقًا بمعارضته لنظام هواري بومدين. بعد استقراره في السعودية، ركز الجزائري على الجانب العلمي دون أن يغفل الحديث في جوانب فكرية وعقدية ترتبط بالسياسة، فقد أعلن معارضته لتكفير الحكام المسلمين والخروج عليهم، ورأى أن ذلك كله لا يتحقق إلا على ضوء الكتاب والسنة والرجوع إليهما، كما أيد انخراط الشباب العربي والإسلامي في الجهاد ضد الاحتلال السوفياتي لأفغانستان في ثمانينيات القرن العشرين. رغم كونه يعتبر عالما سلفيا من حيث الفكر والمعتقد فإن الجزائري أفتى بمشروعية النظام الديمقراطي، وقد حث الجزائريين على التصويت في بعض المناسبات الانتخابية.
عُرف أبو بكر الجزائري على نطاق واسع بحكم ممارسته للتدريس بالحرم النبوي الشريف لخمسين عامًا مما أكسب دروسه وكتبه زخمًا كبيرًا، ويعد كتابه منهاج المسلم من أكثر مصنفاته قبولا وانتشارا في البلدان العربية. اكتسب الجزائري مكانة مهمة في الوسط الأكاديمي الشرعي من خلال عمله أستاذا بالجامعة الإسلامية بالمدينة المنورة لأكثر من عشرين عامًا، وقد رفض الجزائري مجاملة القطاع المالي فحذر من الربا في كتابه إلى اللاعبين بالنار، كما رد على علماء الشيعة وشنّع عليهم بخصوص استئثار آل البيت بمعارف نبوية وإلهية، وألف كتابا بالخصوص عنونه نصيحتي إلى كل شيعي.

## مؤلفاته
ألف عددًا كبيرًا من المؤلفات، منها:
- رسائل الجزائري وهي (23) رسالة تبحث في الإسلام والدعوة.
- منهاج المسلم ـ كتاب عقائد وآداب وأخلاق وعبادات ومعاملات.
- عقيدة المؤمن ـ يشتمل على أصول عقيدة المؤمن جامع لفروعها.
- أيسر التفاسير لكلام العلي الكبير.
- المرأة المسلمة.
- الدولة الإسلامية.
- الضروريات الفقهية ـ رسالة في الفقه المالكي.
- هذا الحبيب محمد صلى الله عليه وسلم.. يا محب ـ في السيرة.
- كمال الأمة في صلاح عقيدتها.
- هؤلاء هم اليهود.
- التصوف يا عباد الله.
- نداءات الرحمن لأهل الإيمان - شرح فيه آيات «يا أيها الذين ءامنوا» في كامل القرآن.

## وفاته
توفي أبو بكر الجزائري في فجر يوم الأربعاء 4 ذي الحِجَّة 1439هـ الموافق 15 أغسطس 2018م عن عمر ناهز 97 عامًا، بعد صراع مع المرض وصُلِّي عليه صلاةَ الجنازة بعد الظهر في المسجد النبوي الشريف، ودُفن في مقبرة البقيع. وقبل عام من وفاته تعرَّض لالتهاب رئوي حاد، نُقل على إثره إلى مستشفى الأمير محمد بن عبد العزيز للحرس الوطني بالمدينة لتلقِّي العلاج.

## وصلات خارجية
- الموقع الرسمي للشيخ
- صفحته على موقع بيت الإسلام
- صفحته على موقع طريق الإسلام